# Viquipèdia en croat
La Viquipèdia en croat (en croat: Wikipedija na hrvatskom jeziku) és l'edició en croat de la Viquipèdia.

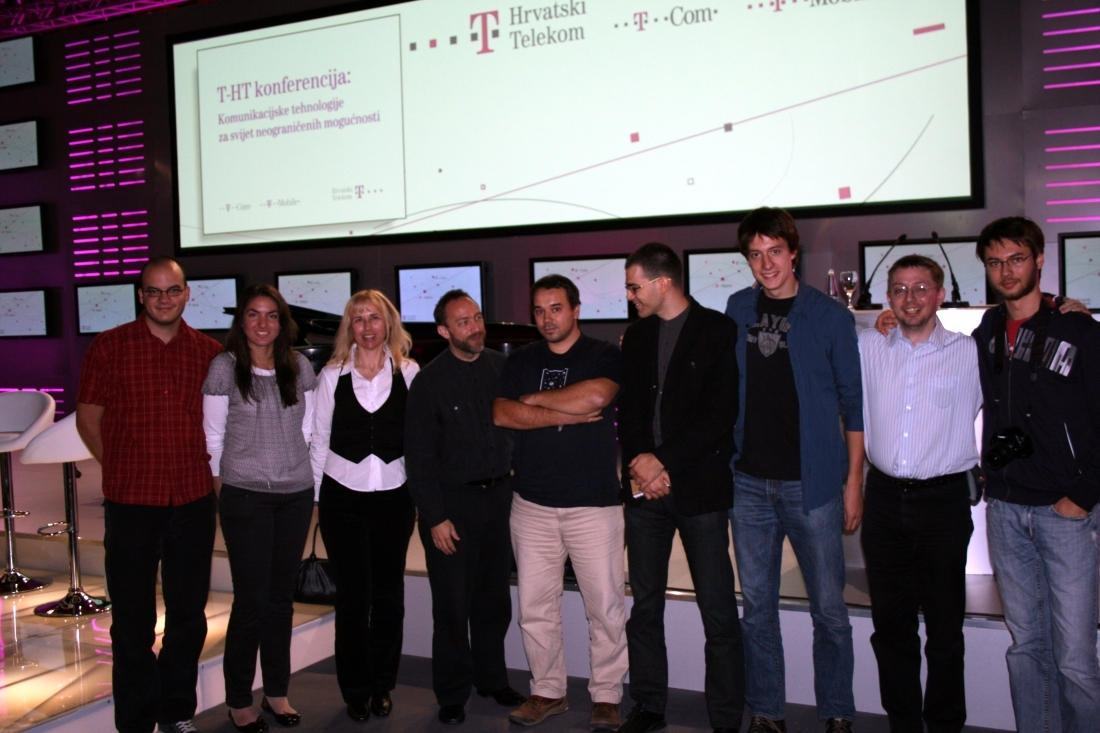
Jimmy Wales i vikipedistes croats a Zagreb, (1 d'octubre del 2008)

Va ser creada el 16 de febrer del 2003 però, no obstant això, el primer article es va crear el 25 d'abril del 2003. A l'octubre del 2005 va arribar als 10.000 articles, i el 7 de juliol del 2011 va superar els 100.000.
A l'abril del 2014 porten creats més de 144.000 articles.